# عرقون أموري
عرقون أموري (الاسم العلمي:Euphrasia amurensis) هو نوع من النباتات يتبع جنس العرقون من الفصيلة الهالوكية.